# Dörperhöhe
Dörperhöhe ist ein Wohnplatz in Remscheid in Nordrhein-Westfalen (Deutschland).

## Lage und Verkehrsanbindung
Dörperhöhe liegt im südöstlichen Remscheid im statistischen Stadtteil Engelsburg des Stadtbezirks Lennep an der Landesstraße 412 auf dem Höhenzug zwischen den Tälern der Dörpe und des Feldbachs. Nachbarorte sind das unmittelbar angrenzende Kräwinklerbrücke, Dörpholz, Grünebirke, Ober- und Niederfeldbach. Abgegangen ist die Hagermühle, Felbeckerhammer, Oege und Dörpe.
Ausgehend von dem Siedlungskern hat sich der Ort als Straßensiedlung entlang der Landesstraße 412 ausgebreitet.

## Geschichte
Der Ort entstand erst in der zweiten Hälfte des 19. Jahrhunderts. Im Gemeindelexikon für die Provinz Rheinland werden für 1885 neun Wohnhäuser mit 119 Einwohnern angegeben. Der Ort gehörte zu dieser Zeit zur Landgemeinde Neuhückeswagen innerhalb des Kreises Lennep. 1895 besitzt der Ort elf Wohnhäuser mit 137 Einwohnern, 1905 zehn Wohnhäuser und 91 Einwohner.
Im Zuge der nordrhein-westfälischen Kommunalgebietsreform (§21 Düsseldorf-Gesetz) wurde am 1. Januar 1975 der östliche Bereich um Bergisch Born mit dem Ort Dorperhöhe aus der Stadt Hückeswagen herausgelöst und in die Stadt Remscheid eingegliedert.

## Persönlichkeiten
- August Kotthaus (1884–1941), Maschinenbauingenieur